# Hercegovo
Hercegovë en albanais et Hercegovo en serbe latin (en serbe cyrillique : Херцегово) est une localité du Kosovo située dans la commune/municipalité de Vushtrri/Vučitrn et dans le district de Mitrovicë/Kosovska Mitrovica. Selon le recensement kosovar de 2011, elle compte 423 habitants, tous albanais.

## Démographie

### Évolution historique de la population dans la localité
| 1948 | 1953 | 1961 | 1971 | 1981 | 1991 | 2011 |
| ---- | ---- | ---- | ---- | ---- | ---- | ---- |
| 154  | 171  | 198  | 218  | 300  | 313  | 423  |

|  |